# Оттоланд
Оттоланд (нід. Ottoland) — село в нідерландській провінції Південна Голландія. Входить до муніципалітету Моленланден.
Його площа становить 8,8 км², а населення станом на 2008 рік складало 985 осіб.
До 1986 року мало статус окремого муніципалітету.